# کاوه صدقی
کاوه صدقی (زاده ۲۰ خرداد ۱۳۶۰ - تهران) ورزشکار اهل ایران و سرمربی تیم ملی اینلاین هاکی ایران است.

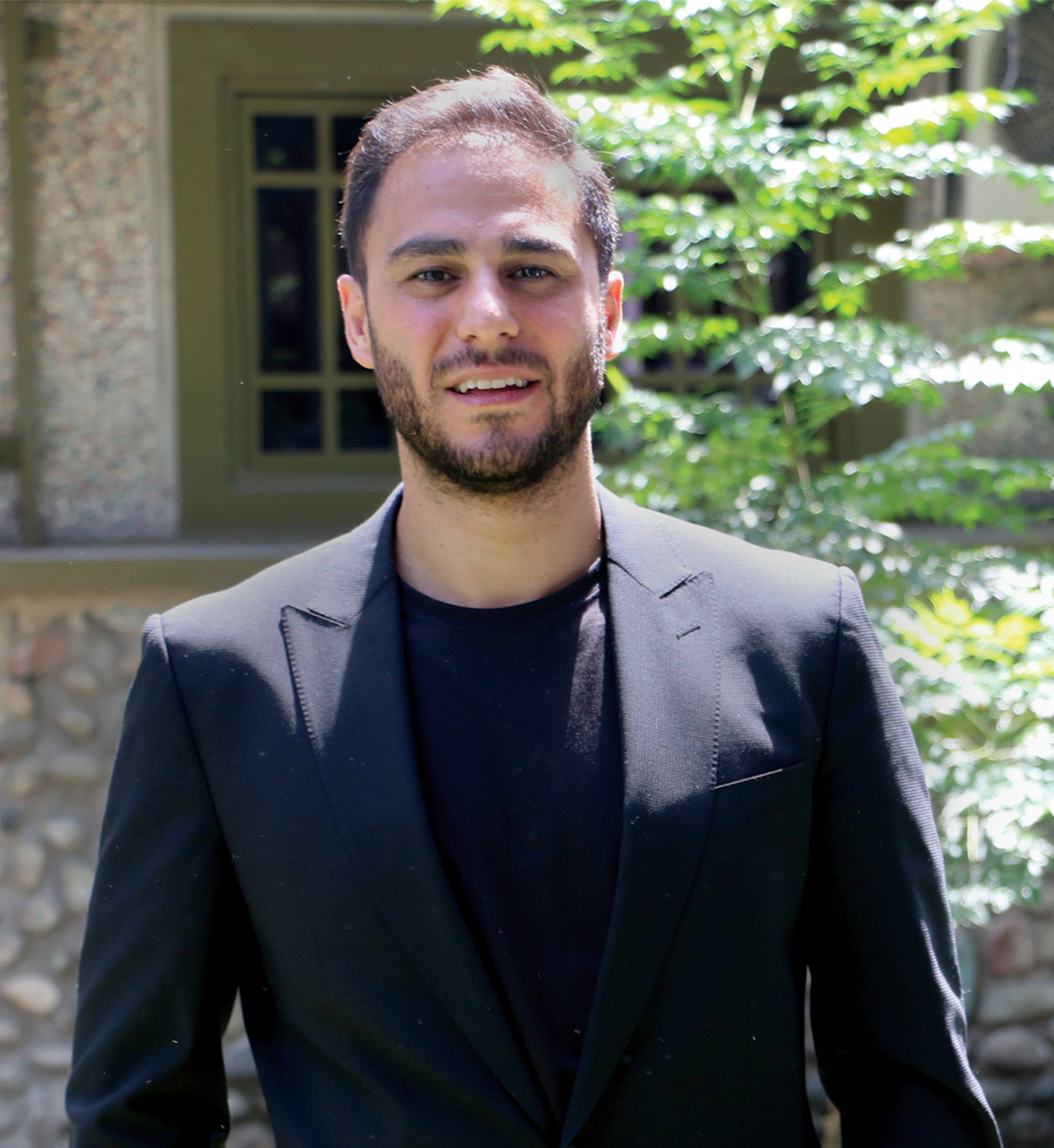
کاوه صدقی

## آغاز فعالیت ورزشی
کاوه صدقی اسکیت را از سال ۱۳۶۹ و زمانی که ۹ سال داشت، در پارک ملت تهران آغاز کرد. او ابتدا به شکل تفریحی در رشته اسکیت فعالیت می‌کرد اما پس از مدتی علاقه اش به کار گروهی باعث شد تا فعالیت در این رشته را به صورت تخصصی تر ادامه دهد. او با تیم پارک ملت در مسابقات حاضر شد اما پس از مدتی وارد تیم اتکا شد تا در نهایت در سال ۱۳۷۸ به فکر تأسیس یک باشگاه خصوصی افتاد و از آن پس با تأسیس آکادمی اسکیت مجموعه انقلاب در مجموعه فرهنگی ورزشی انقلاب تهران، در کلیه رویدادها و مسابقات حاضر شد.

## حضور در مسابقات و کسب عناوین بین‌المللی
کاوه صدقی پس از کسب قهرمانی در ماده ۳۰۰ مترسرعت در سال ۱۳۷۹ به عضویت تیم ملی درآمد. همچنین در سال ۱۳۸۱ پس از کسب مقام اول در ماده ۳۰۰۰ متر اسکیت سرعت کشور، در اولین اعزام تیم ملی به مسابقات آسیایی تایوان شهر تایتونگ پس از تشکیل فدراسیون اسکیت، حضور داشت. او پس از بازگشت از این مسابقات بیشتر تمرکز خود را بر رشته اسکیت هاکی معطوف کرد و توانست در مسابقات برون مرزی متعدد، چه در قالب تیم ملی و چه در تیم باشگاهی، در جایگاه مربی و ورزشکار در مسابقات برون مرزی متعددی شرکت کند و مدال‌های رنگارنگی را به شرح زیر به دست آورد.
- کسب مقام نایب قهرمانی اسکیت هاکی آسیا در کشور چین شهر دالیان سال ۲۰۱۰ به عنوان سرمربی و کاپیتان تیم ملی اسکیت هاکی ایران
- عضو تیم ملی هاکی اعزامی به مسابقات آسیایی کشور کره شهر جیانجو سال ۱۳۸۴ به عنوان کاپیتان دوم و کسب مقام پنجم آسیا
- عضو تیم نماینده اسکیت هاکی ایران (آکادم اسکیت مجموعه ورزشی انقلاب) اعزامی به مسابقات باشگاهی جهان به عنوان نماینده باشگاه‌های کشور در سال ۱۳۸۴ به عنوان کاپیتان دوم و کسب مقام هفتم
- عضو تیم اینترنشنال اسکیتینگ آکادمی و حضور در مسابقات باشگاه‌های جهان در کشور هنگ کنگ و کسب مقام چهارم تیمی و جایگاه بازیکن چهاردهم مسابقات
- حضور در مسابقات جام جهانی آلمان به عنوان سرمربی و بازیکن تیم ملی و کسب مقام شانزدهم جهان
- عضویت در تیم اسکیت هاکی سیلوان و کسب نایب قهرمانی باشگاه‌های جهان در کشور هنگ کنگ
- عضو تیم ملی در سال ۱۳۸۶ و کسب مقام سوم آسیا در کشور هند
- حضور در مسابقات جام جهانی ایتالیا سال ۲۰۱۱ به عنوان سرمربی و کسب مقام پانزدهم جهان
- کاپیتان دوم تیم ملی اسکیت هاکی در سال ۱۳۸۳ و نایب قهرمانی آسیا در سال ۱۳۹۰
- سرمربی تیم ملی اسکیت هاکی اعزامی به رقابت‌های جام جهانی ایتالیا، آلمان و مسابقات آسیایی دالیان و کسب رنکینگ اول آسیا در جام جهانی ایتالیا
- سرمربی تیم‌های ملی اسکیت هاکی ایران اعزامی به مسابقات قهرمانی آسیا کره جنوبی و کسب مدال طلا در بخش آقایان و مقام سوم در بخش بانوان در سال ۱۳۹۷ -۲۰۱۸ [۲][۳][۴][۵][۶]
- سرمربی تیم ملی هاکی روی یخ ایران در مسابقات دیویژن ۴ سال ۲۰۲۲ و کسب مقام نائب قهرمانی جهان در بخش آقایان [۷][۸][۹][۱۰][۱۱][۱۲]
- سرمربی تیم ملی هاکی روی یخ اولین دوره مسابقات کشورهای اسلامی کازان تاتارستان و کسب مقام نائب قهرمانی در بخش بانوان و آقایان [۱۳][۱۴][۱۵][۱۶][۱۷][۱۸][۱۹][۲۰][۲۱]

## سابقه مربیگری
کاوه صدقی سابقه مربیگری تیم موفق باشگاه انقلاب را در کارنامه خود دارد. او همچنین بیش از ۳ سال سابقه هدایت تیم ملی را بر عهده داشته‌است. او دوران مربیگری خود را با باشگاه انقلاب در حالی آغاز کرد که خود مدیر، مؤسس و سهامدار آکادمی اسکیت مجموعه ورزشی انقلاب، اولین و تنها سالن سر پوشیده استاندارد اسکیت کشوربود. این تیم توانست با مربیگری وی، سال‌های متمادی قهرمان رقابت‌های لیگ برتر و مسابقات دستجات آزاد کشوری باشد. او برای اولین بار در سال ۱۳۸۶ به عنوان مربی تیم ملی انتخاب شد و سرمربیگری تیم ملی اسکیت هاکی جهت اعزام به مسابقات جام جهانی ۲۰۱۴ دوسلدورف آلمان، جام جهانی ۲۰۱۶ ایتالیا و مسابقات آسیایی ۲۰۱۰ دالیان چین که در مسابقات جهانی به ترتیب مقام‌های شانزدهم و پانزدهم و در مسابقات آسیایی مقام دوم را کسب نمودند، بر عهده داشت. وی در سال ۱۳۸۵ و تنها یک سال پس از تشکیل فدراسیون اسکیت به سمت دبیری لیگ اسکیت هاکی کشور منصوب شد و اولین لیگ اسکیت هاکی سراسری کشور (که به صورت خصوصی و با مشارکت استان‌ها و تیم‌ها برای اولین بار در ایران با حضور بیش از ۱۲۰ ورزشکار) را بنیان‌گذاری کرد. کاوه صدقی بیش از یک سال، رئیس انجمن اسکیت هاکی فدراسیون بود. او برای اولین بار به عنوان تنها فرد ایرانی در سال ۱۳۸۹ به سمت ریاست کمیته توسعه اسکیت هاکی خاورمیانه از طرف فدراسیون جهانی FIRS انتخاب شد.

## مسئولیت در فدراسیون اسکیت ، فدراسیون اسکی و ورزش های زمستانی
- مشاور جوان فدراسیون اسکیت
- رئیس کمیته فنی فدراسیون اسکیت جمهوری اسلامی ایران
- مسئول برگزاری مسابقات و اردوهای تیم‌های ملی و مسابقات استانی و کشوری
- مسئول هماهنگی چهار انجمن و برگزاری لیگ فدراسیون اسکیت جمهوری اسلامی ایران
- مدرس کلاس‌های تربیت مدرس
- سرپرست خبره ورزشی فدراسیون اسکیت جمهوری اسلامی ایران
- رئیس کمیته اینلاین هاکی و آیس هاکی جمهوری اسلامی ایران
- عضو هیئت رئیسه فدراسیون اسکیت جمهوری اسلامی ایران
- عضو کمیته ملی ورزش و تربیت بدنی کمیسیون ملی یونسکو ایران [۲۲][۲۳]
- رئیس انجمن هاکی روی یخ فدراسیون اسکی و ورزش های زمستانی [۲۴][۲۵][۲۶]

کاوه صدقی در حال حاضر سرمربی تیم ملی هاکی روی یخ ایران جهت اعزام به مسابقات آسیایی تایلند و مسابقات مغولستان را بر عهده دارد. 

## سوابق در سازمان‌های ورزشی
کاوه صدقی به غیر از ورزش اسکیت در رشته‌های دیگری نیز فعالیت داشته‌است. او در سال ۱۳۸۴ پیشنهاد تشکیل کمیته ایروبیک حرفه‌ای را به فدراسیون آمادگی جسمانی داد که مورد قبول ریاست وقت قرار گرفت و خود نیز به عنوان رئیس آن کمیته مشغول به فعالیت گردید. پس از یکسال فعالیت و برگزاری مراسم گوناگون و همچنین اولین دوره مسابقات کشوری این رشته به دلیل مشغله زیاد از این سمت کناره‌گیری نمود.
- رییس هیئت مدیره انجمن صنفی باشگاه‌داران ورزشی استان تهران [۲۹][۳۰][۳۱][۳۲]

## خارج از اسکیت
در سال ۱۳۷۷ در رشته مهندسی معدن در دانشگاه آزاد واحد تهران جنوب پذیرفته شد و به تحصیل پرداخت. در سال ۱۳۸۲ مجدداً کنکور داد و در رشته مدیریت دانشگاه آزاد واحد تهران شمال قبول شد. او در حال حاضر ساکن تهران می‌باشد. او علاوه بر اسکیت، در تجارت هم موفق بوده‌است و مدیر عامل و گرداننده چندین شرکت بزرگ است. 
او توانسته است در سال ۱۳۹۰ قهرمان صنعت ورزش کشور شود. همچنین به جهت فعالیت‌های قهرمانی و توسعه ورزش همگانی موفق به کسب تقدیر نامه ملی از ریاست محترم جمهور در همان سال گردید. او در حال حاضر مشاور آکادمی کمیته ملی المپیک نیز می‌باشد. وی در بهمن سال 1396 عنوان قهرمان صنعت ورزش را کسب نمود .

## کتاب
کاوه صدقی در اسفند ماه سال 1396 کتاب تجربیات خود را با عنوان سفر به ثمر (واقعیتی که از رویاهایم ساختم) را توسط انتشارات نگاه نوین، منتشر کرد .  
ترجمه کتاب قدرت بی پولی نوشته دیموند جان در سال ۱۳۸۹ توسط انشارات نگاه نوین     